# Els Valentins

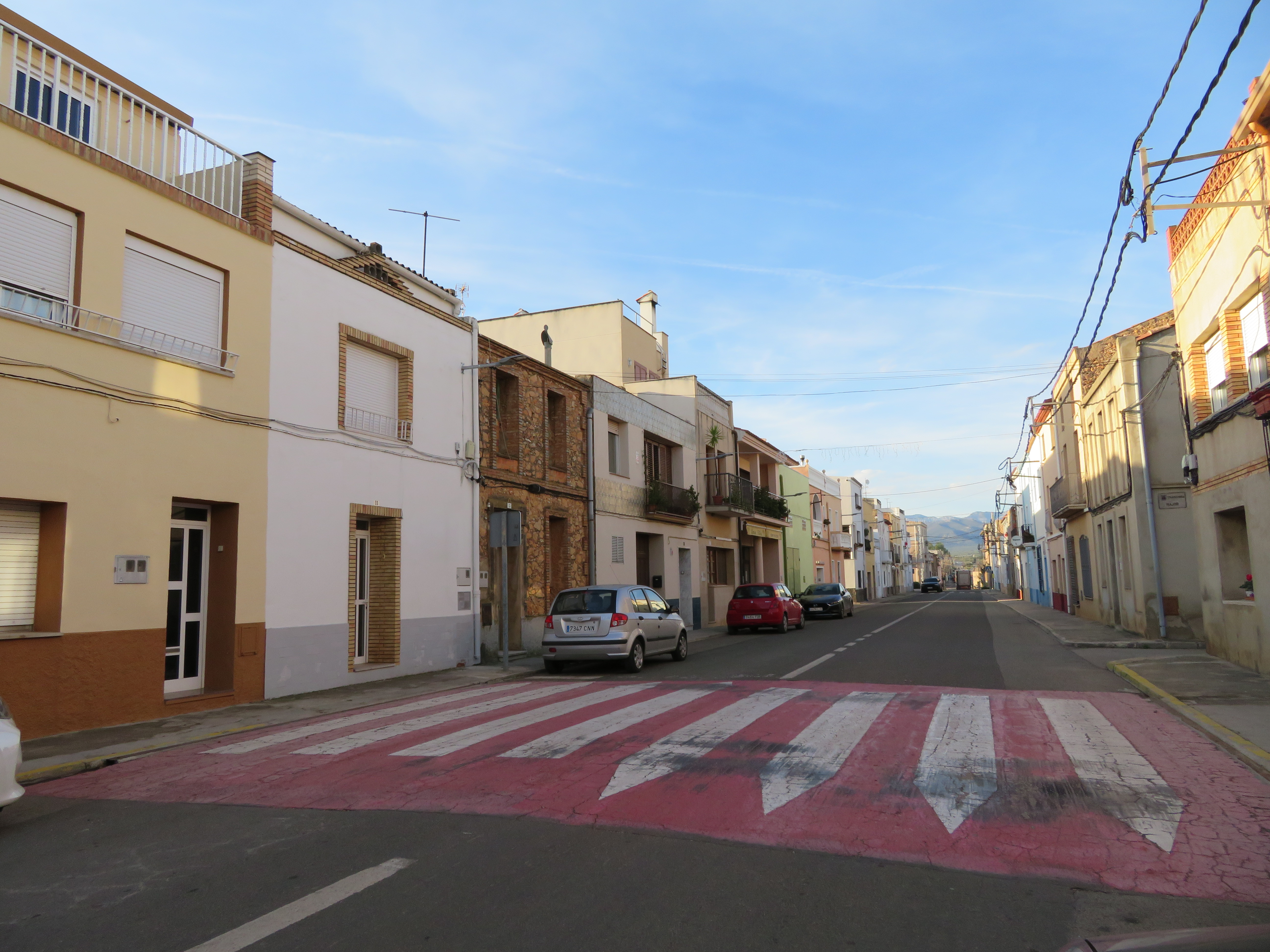
Els Valentins

Els Valentins, conocido también popularmente como "los Masets", es una población del municipio de Ulldecona, situada al sur de Cataluña en la comarca del Montsiá en la provincia de Tarragona. Es uno de los llamados "barrios" de Ulldecona y se encuentra a 8 km de esta población.
Este núcleo se encuentra en la llanura limitada por els Ports de Beseit y la Sierra de Godall, no muy lejos de Cenia. 

## Historia
Els Valentins parece que se originó en una agrupación de masías del siglo XIX. Las masías más conocidas de los alrededores son, entre otras: más de Berga, les Senioles, más de la Campa, más de la Rata, venta de la Punta, etc. La carretera local pasa por el medio del pueblo. Antiguamente el pueblo se organizó en torno al camino que iba de la Venta de la Punta en la carretera de Tortosa, hasta el barrio de el Castell.
La antigua escuela de Els Valentins es actualmente un restaurante. La iglesia del pueblo se construyó a finales del siglo XIX. El reloj del campanario es una pieza de base de acero y maquinaria de bronce con dos contrapesos (fabricado en Francia en 1929 por L. Terraillon i Cie.) Fue relevado del campanario hacia 1990 por uno eléctrico. Los primeros habitantes eran en su mayoría agricultores y ganaderos. Sin embargo la eclosión de la industria del mueble en la cercana localidad de Cenia ha propiciado que gran parte de ellos trabajen en ese sector. También es importante remarcar la oferta culinaria del pueblo.

## Referencias

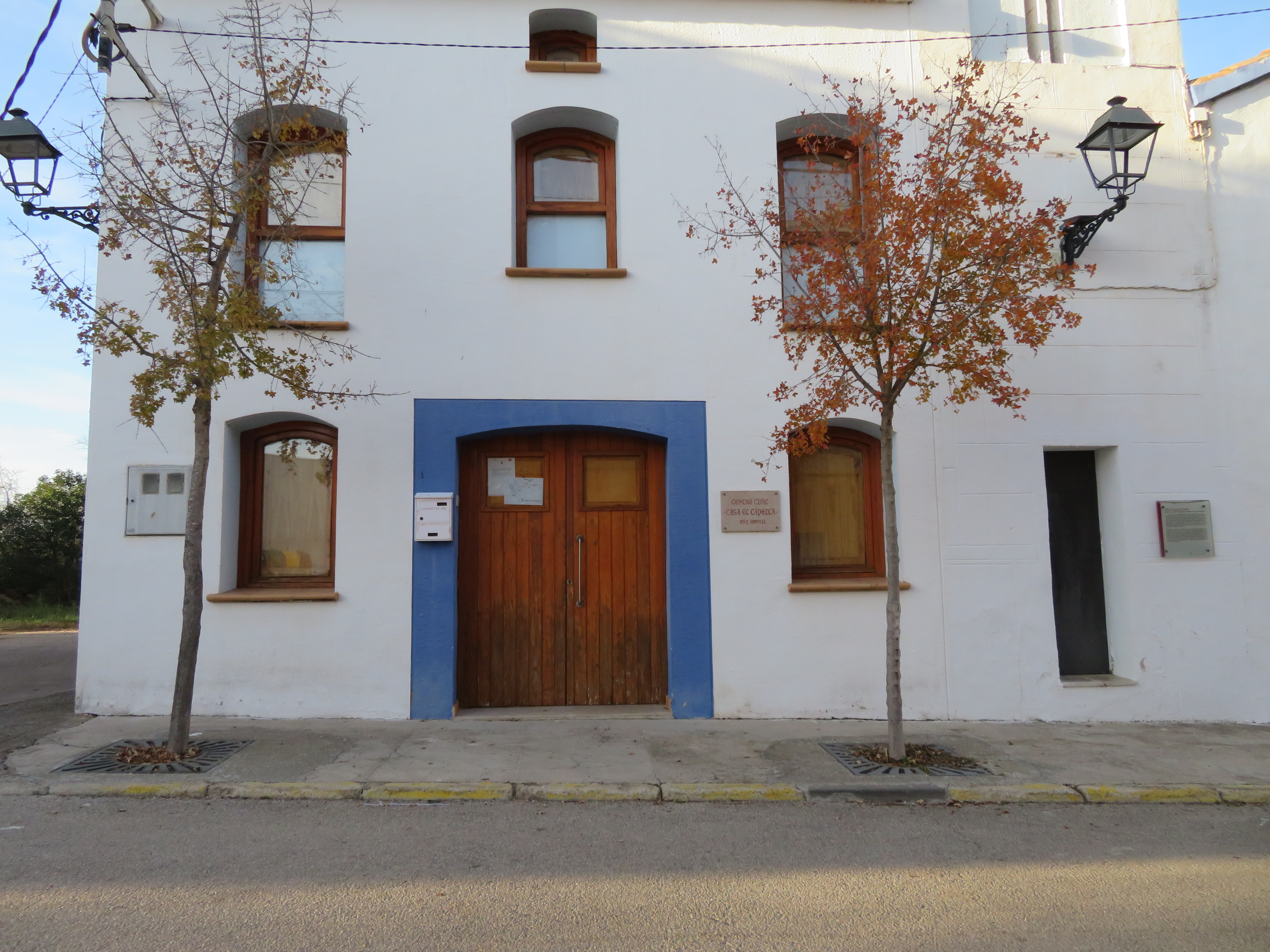
Centro Cívico, Els Valentins